# 堀之内 (市川市)
堀之内（ほりのうち）は千葉県市川市の町名。現行行政地名は堀之内一丁目から堀之内五丁目。郵便番号は272-0837。

## 地理
市川市北部に位置する。町域内は3丁目の全域と4丁目の一部が住宅地となっているが、他の町域は農地や里山緑地が残る、緑豊かな地区である。町域北部を北総鉄道北総線が通り、三丁目に北国分駅が置かれている。また、二丁目に市川市立歴史博物館、市川市立考古博物館、堀之内貝塚公園、三丁目に北国分駅前郵便局が置かれる。
東は稲越・松戸市秋山、西は北国分、南は中国分・東国分・国分、北は松戸市大橋と接している。

### 地価
住宅地の地価は、2014年（平成26年）1月1日の公示地価によれば、堀之内3-11-19の地点で18万5000円/m2となっている。

## 歴史

### 沿革
- 1869年（明治2年） - 葛飾県葛飾郡国分村となる。
- 1871年（明治4年） - 廃藩置県、県の統合により印旛県葛飾郡国分村となる。
- 1873年（明治6年） - 県の統合及び、郡の分割により千葉県東葛飾郡国分村となる。
- 1889年（明治22年） - 東葛飾郡須和田村、曽谷村、稲越村、下貝塚村と合併し、東葛飾郡五常村大字国分となる。
- 1890年（明治23年）5月23日 - 五常村が国分村に村名を変更。東葛飾郡国分村大字国分となる。
- 1934年（昭和9年）11月3日 - 市川町、八幡町、中山町と合併、市制施行。市川市大字国分となる。
- 1951年（昭和26年）12月1日 - 市内の大字を町に変更。それに伴い、市川市北国分町となる。
- 1996年（平成8年）2月 - 住居表示施行。市川市堀之内一丁目 - 五丁目となる。

### 地名の由来
地内の小字「堀之内」より。

## 世帯数と人口
2017年（平成29年）9月30日現在の世帯数と人口は以下の通りである。
| 丁目         | 世帯数    | 人口    |
| ------------ | --------- | ------- |
| 堀之内一丁目 | 48世帯    | 103人   |
| 堀之内二丁目 | 33世帯    | 82人    |
| 堀之内三丁目 | 758世帯   | 1,699人 |
| 堀之内四丁目 | 360世帯   | 865人   |
| 堀之内五丁目 | 101世帯   | 241人   |
| 計           | 1,300世帯 | 2,990人 |

## 小・中学校の学区
市立小・中学校に通う場合、学区は以下の通りとなる。
| 丁目         | 番地 | 小学校               | 中学校               |
| ------------ | ---- | -------------------- | -------------------- |
| 堀之内一丁目 | 全域 | 市川市立中国分小学校 | 市川市立東国分中学校 |
| 堀之内二丁目 | 全域 | 市川市立中国分小学校 | 市川市立東国分中学校 |
| 堀之内三丁目 | 全域 | 市川市立中国分小学校 | 市川市立東国分中学校 |
| 堀之内四丁目 | 全域 | 市川市立中国分小学校 | 市川市立東国分中学校 |
| 堀之内五丁目 | 全域 | 市川市立中国分小学校 | 市川市立東国分中学校 |

## 交通
鉄道
- 北総鉄道北総線北国分駅

道路
- 国道298号
- 千葉県道180号松戸原木線

## 施設
- アンデルセン幼稚園
- 市川市立歴史博物館
- 市川市立考古博物館
- 堀之内貝塚公園
- 北国分駅前郵便局